# Лос-Реалехос
Лос-Реалехос (ісп. Los Realejos) — муніципалітет в Іспанії, у складі автономної спільноти Канарські острови, у провінції Санта-Крус-де-Тенерифе, на острові Тенерифе. Населення — 37 658 осіб (2010).
Муніципалітет розташований на відстані близько 1780 км на південний захід від Мадрида, 33 км на захід від Санта-Крус-де-Тенерифе.
На території муніципалітету розташовані такі населені пункти: (дані про населення за 2010 рік)
- Крус-Санта: 3326 осіб
- Ікод-ель-Альто: 3405 осіб
- Лонгера-Тоскаль: 6644 особи
- Монтанья-Самора: 4006 осіб
- Пало-Бланко-Льянадас: 2853 особи
- Лос-Реалехос: 17424 особи

## Демографія
Динаміка населення (INE ):

## Галерея зображень

Розташування муніципалітету на острові Тенерифе
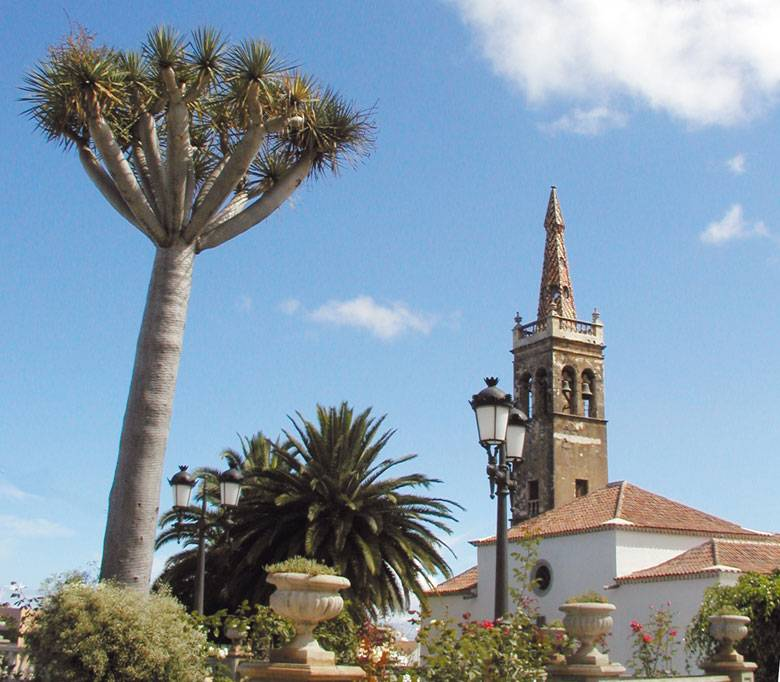
Парафіяльна церква Апостол-Сантьяго. 1496. Перша християнська церква на острові Тенерифе